# Hành vi phạm tội
Hành vi phạm tội (tiếng Hàn: 크리미널 마인드; Romaja: Keurimineol Maindeu) là một bộ phim truyền hình Hàn Quốc với dàn diễn viên chính Lee Joon-gi, Son Hyun-joo, Moon Chae-won, Yoo Sun, Lee Sun-bin,Go Yoon và Kim Yeong-cheol. Bộ phim dựa trên kịch bản của loạt phim truyền hình Mỹ Criminal Minds. Bộ phim được phát sóng vào thứ Tư - thứ Năm hàng tuần, bắt đầu từ 26 tháng 7 năm 2017 trên kênh tvN.

## Tóm tắt
Phim kể về một đội điều tra là các profiler (chyên gia phá án bằng tâm lý học), họ dựa trên các hồ sơ phạm tội để phá các vụ án qua góc nhìn tâm lý của tội phạm.

## Dàn diễn viên

### Vai chính
- Lee Joon-gi vai Kim Hyun-joon
  - Kang Yi-seok vai Hyun-joon lúc trẻ

Một cảnh sát thế hệ thứ hai, gia nhập NCI theo sự giới thiệu của Kang Ki-hyung.  Ban đầu anh ta là một sĩ quan SWAT chuyên về EOD (xử lý bom), người đã chuyển đến Đơn vị Tội phạm Bạo lực với vai trò điều tra viên sau khi chứng kiến một trong những cấp dưới của mình chết, khi một quả bom mà nhóm của họ đang sử dụng, phát nổ. Anh đã chứng kiến cảnh cha mình bị nghi phạm sát hại khi còn nhỏ và không mấy thiện cảm với tội phạm.  Bản chất và tính khí thô lỗ của anh ấy đã khiến anh ấy đối đầu với Ki-hyung và Sun-woo đôi khi nhưng anh ấy nhanh chóng chứng tỏ giá trị của mình bằng sự chú ý đến chi tiết, bản năng nhạy bén và kỹ năng lập hồ sơ chính xác. Anh là hóa thân của Derek Morgan, được miêu tả bởi Shemar Moore
- Son Hyun-joo vai Kang Ki-hyung

Anh ấy là trưởng nhóm và là một nhà nghiên cứu kỳ cựu của NCI, người đã xuất bản một cuốn sách về tội phạm học. Bất chấp vẻ ngoài xa cách và vô cảm, anh ấy rất quan tâm đến đội của mình, người mà anh ấy coi là gia đình thứ hai của mình.  Anh và vợ Seo Hye-won có một con trai tên là Han-byul. Anh là hóa thân của Aaron Hotchner, do Thomas Gibson miêu tả
- Moon Chae-won vai Ha Sun-woo  
  - Jeong Ye-in vai Sun-woo lúc trẻ

Một đặc vụ và nhà phân tích hành vi của NCI, thái độ cộc cằn và cách cư xử chính xác của cô ấy gây ra một số xích mích giữa cô ấy và Hyun-joon. Cô ấy có xu hướng tuân theo giao thức và đọc sách , trái ngược với Hyun-joon, người có xu hướng dựa vào bản năng và kinh nghiệm của mình. Cuối cùng nó được tiết lộ rằng đó là cách của cô ấy để đối phó với những nỗi kinh hoàng mà cô ấy thường xuyên chứng kiến trong công việc. Giống như Hyun-joon, cô ấy là một cựu cảnh sát. Cô chỉ được thuê để hoàn thành chỉ tiêu nữ và phải chuyển sang làm công việc bàn giấy và chạy việc vặt, điều mà cô cho rằng đã thúc đẩy cô làm việc chăm chỉ hơn nữa để đạt được vị trí hiện tại. Cha của cô là một luật sư bào chữa nổi tiếng với khách hàng bao gồm các thành viên của giới kinh doanh và chính trị nhưng Sun-woo vẫn bị ông ta ghẻ lạnh vì thực tế là ông đã bảo lãnh cho một số người mà cô đã bắt giữ. Cô là hóa thân của Emily Prentiss, do Paget Brewster miêu tả
- Yoo Sun vai Nana Hwang

Cô là nhà phân tích kỹ thuật sôi nổi của NCI, người cung cấp hỗ trợ từ máy tính của mình. Cô là hóa thân của Penelope Garcia , do Kirsten Vangsness miêu tả
- Lee Sun-bin vai Yoo Min-young

Cô ấy là nhân viên liên lạc truyền thông của NCI và phụ trách các cuộc họp báo. Cô là người giám hộ của cô cháu gái mồ côi Ha-eun kể từ cái chết của chị gái và anh rể. Cô là hóa thân của Jennifer "JJ" Jareau , do AJ Cook thể hiện
- Go Yoon vai Lee Han

Là một thiên tài cư trú và có hai bằng tiến sĩ, anh ta là một hồ sơ thường theo nhóm đến hiện trường để phân tích hiện trường vụ án hoặc nhà của nghi phạm để có thêm manh mối. Anh ta là một người lúng túng trong xã hội và có xu hướng đưa ra các sự kiện bách khoa vào thời điểm sai. Anh là hóa thân của Spencer Reid., do Matthew Grey Gubler miêu tả

### Vai phụ
- Kim Yeong-cheol vai Baek San

Anh ấy là cấp trên của Kang Ki-hyung và thường ủng hộ anh ấy và đội của anh ấy. Anh là hóa thân của Erin Strauss, do Jayne Atkinson miêu tả
- Kim Kang-hoon vai Kang Han-byul, con trai của Kang Ki-hyung
- Im Soo-hyang vai Song Yoo-Kyung (tập 6-7)
- NewSun vais Choi Na-young, em gái của Sang-hyun. (tập 1-2)
- Oh Yeon-soo vai Seo Hye-won, vợ của Ki-hyung. (tập 1-4)
- Sung Chan vai Choi Sang-hyun, bạn thân của Hyun-joon và là một đặc vụ SWAT. (tập 1)
- Kim Won-hae vai Kim Yong-cheol.[7][8]
- Hwang Bo-mi phóng viên
- Park Geun-hyung vai Ủy viên trưởng Kwon Sang Ho
- Shin Da-won
- Park Si-eun[9] vai Mo Ji-Eun
- Hong Ji-yoon vai Park In Hye

- Kwon So-hyun vai Kwon Yoo Jin (cameo)

## Sản xuất
Buổi đọc kịch bản đầu tiên được tổ chức vào ngày 7 tháng 4 năm 2017. Các hình ảnh đầu tiên được công bố vào ngày 17 tháng 4 năm 2017.
Bộ phim ban đầu được dự đinh phát sóng trên KBS2 dưới danh nghĩa của Taewon Entertainment và NEW, tuy nhiên sau đó kênh tvN của CJ E&M đã được chọn để phát sóng, Studio Dragon thay thế NEW để trở thành đơn vị sản xuất. Kim Ah-joong được tuyển dụng vào đoàn làm phim.
Lee Jung-hyo đã từ chức giám đốc sản xuất vì có bất đồng với Taewon Entertainment trong quá trình sản xuất bộ phim này.

## Nhạc phim

### Phần 1
| STT              | Nhan đề                | Nghệ sĩ                | Thời lượng |
| ---------------- | ---------------------- | ---------------------- | ---------- |
| 1.               | "Higher Plane"         | Flowsik Kang Min-kyung | 03:37      |
| 2.               | "Higher Plane" (Inst.) |                        | 03:37      |
| Tổng thời lượng: | Tổng thời lượng:       | Tổng thời lượng:       | 07:14      |

### Phần 2
| STT              | Nhan đề               | Nghệ sĩ                  | Thời lượng |
| ---------------- | --------------------- | ------------------------ | ---------- |
| 1.               | "Another Day"         | Yoo Hwe-seung (N.Flying) | 04:04      |
| 2.               | "Another Day" (Inst.) |                          | 04:04      |
| Tổng thời lượng: | Tổng thời lượng:      | Tổng thời lượng:         | 08:08      |

## Tỷ suất người xem
| Tập | Ngày phát sóng      | Tỷ lệ người xem trung bình | Tỷ lệ người xem trung bình | Tỷ lệ người xem trung bình |
| Tập | Ngày phát sóng      | AGB Nielsen                | AGB Nielsen                | TNmS                       |
| Tập | Ngày phát sóng      | Toàn quốc                  | Seoul                      | Toàn quốc                  |
| --- | ------------------- | -------------------------- | -------------------------- | -------------------------- |
| 1 | 26 tháng 7 năm 2017 | 4,187%                     | 5,491%                     | 4,9%                       |
| 2 | 27 tháng 7 năm 2017 | 3,480%                     | 4,406%                     | 3,8%                       |
| 3 | 2 tháng 8 năm 2017  | 2,884%                     | 3,363%                     | 3,3%                       |
| 4 | 3 tháng 8 năm 2017  | 2,995%                     | 3,679%                     | 3,3%                       |
| 5 | 9 tháng 8 năm 2017  | 2,368%                     | 2,996%                     | 2,8%                       |
| 6 | 10 tháng 8 năm 2017 | 3,358%                     | 3,872%                     | 3,6%                       |
| 7 | 16 tháng 8 năm 2017 | 2,544%                     | 3,269%                     | 2,7%                       |
| 8 | 17 tháng 8 năm 2017 | 3,156%                     | 3,560%                     | 3,0%                       |
| 9 | 23 tháng 8 năm 2017 | 2,292%                     | 2,794%                     | 2,3%                       |
| 10 | 24 tháng 8 năm 2017 | 3,140%                     | 3,843%                     | 3,7%                       |
| 11 | 30 tháng 8 năm 2017 | 2.036%                     | 2.539%                     | 2.3%                       |
| 12 | 31 tháng 8 năm 2017 | 2,514%                     | 2,879%                     | 2,9%                       |
| 13 | 6 tháng 9 năm 2017  | 2,236%                     | 2,766%                     | 2,4%                       |
| 14 | 7 tháng 9 năm 2017  | 2,934%                     | 3,124%                     | 2,7%                       |
| 15 | 13 tháng 9 năm 2017 | 2,119%                     | 2,647%                     | 2,5%                       |
| 16 | 14 tháng 9 năm 2017 | 2,482%                     | 2,887%                     | 2,6%                       |
| 17 | 20 tháng 9 năm 2017 | 2,474%                     | 3,126%                     | 2,5%                       |
| 18 | 21 tháng 9 năm 2017 | 2,947%                     | 3,116%                     | 2,8%                       |
| 19 | 27 tháng 9 năm 2017 | 2,241%                     | 2,982%                     | 2,3%                       |
| 20 | 28 tháng 9 năm 2017 | 3,048%                     | 3,805%                     | 2,6%                       |
| Trung bình | Trung bình          | 2,772%                     | 3,357%                     | 2,95%                      |
| - Trong bảng trên đây, số màu xanh biểu thị cho tỷ lệ người xem thấp nhất và số màu đỏ biểu thị cho tỷ lệ người xem cao nhất. - Bộ phim này được phát sóng trên hệ thống các kênh truyền hình cáp/trả phí nên số lượng người xem thấp hơn so với truyền hình miễn phí (ví dụ như KBS, SBS, MBC hay EBS). |                     |                            |                            |                            |

## Phát sóng quốc tế
Tại Việt Nam, phim được chiếu trên kênh VTC5 - tvBlue với tựa đề Đấu trí tội phạm, bắt đầu từ 24 tháng 8 năm 2017.